# Cap Cod
Cap Cod (Cape Cod en anglès), conegut en anglès com the Cape ('el Cap'), i anomenat Cap de Keel pels exploradors nòrdics, és una península a l'extrem oriental de l'estat de Massachusetts al nord-est dels Estats Units. El Cap Cod és coextensiu amb el comtat de Barnstable. Altres illes petites, com ara l'illa de Monomoy, l'illa de Monomoscoy, l'illa de Popponesset i l'illa de Seconsett són municipalitats del comtat. El Cap és una destinació turística important durant l'estiu als Estats Units.
El Cap Cod es formà com a morena terminal d'una glacera, la qual cosa formà una península a l'oceà Atlàntic. El 1914, es creà el canal de Cape Cod, que creua l'istme de la península, i la fa, tècnicament, una illa. Els geògrafs, tanmateix, la identifiquen com a península malgrat les construccions humanes.

## Àrees protegides
- Costa Nacional del Cap Cod[1]